# 다롄포역
다롄포역(褡裢坡站)은 중국 베이징시 차오양구 싼젠팡 지구와 핑팡 지구 접경인 차오양 북로에 있는 베이징 지하철 6호선의 역이다. 본역은 2012년 12월 30일에 운영을 시작했다.

## 위치
다롄포역은 동5환 외곽으로 차오양 북로(동서방향)와 딩푸좡로(남북방향)의 교차로에 동서방향으로 배치되어 있다.

## 역 구조

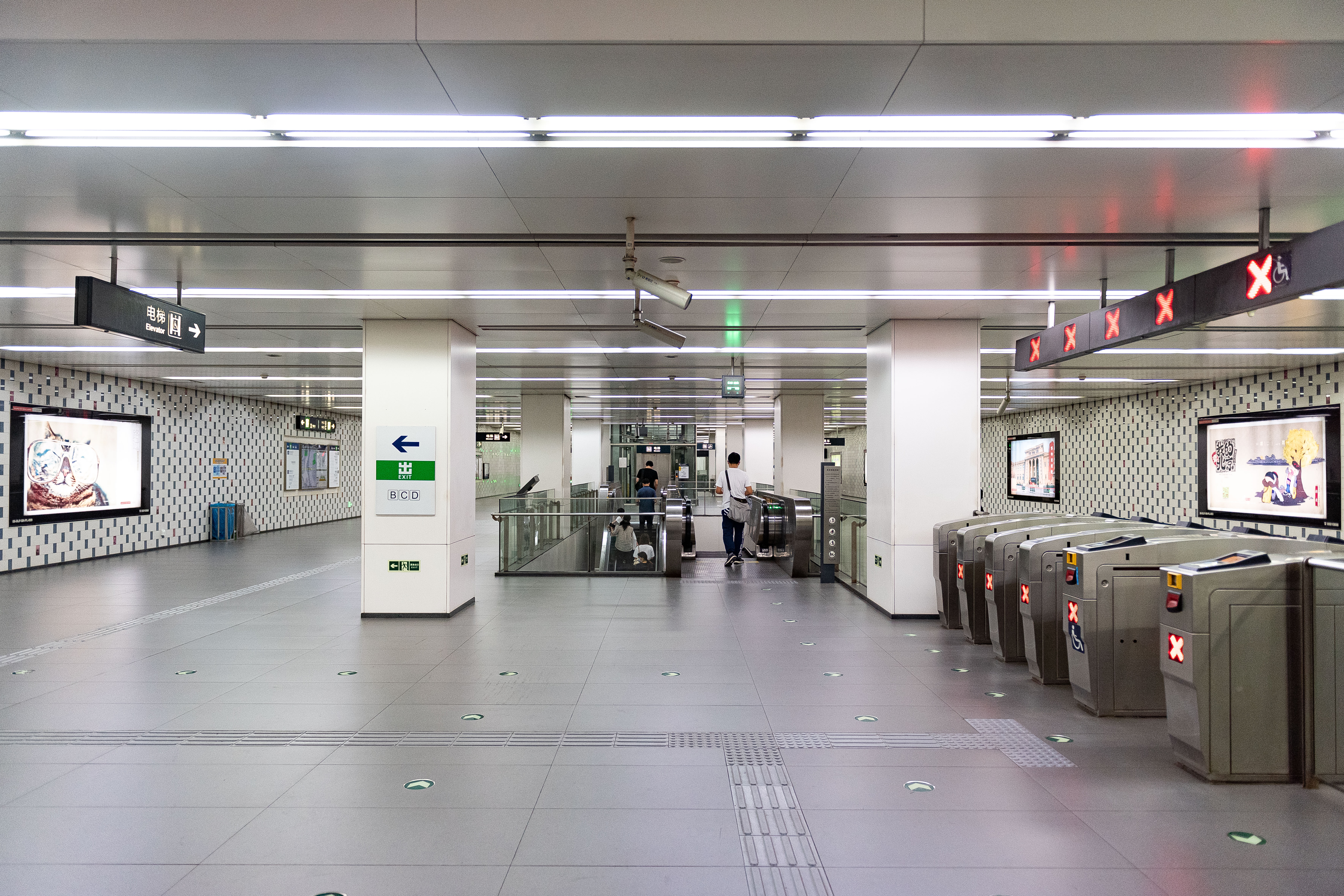
대합실 (2021년 6월)

다롄포역은 지하 2층 2경간이며 섬식 승강장으로 설계되었다. 역사 전체 길이는 358.3m이며, 4개의 출구가 설치되어 있다.
| 지면층          | 가도                            | B—D출구                         |
| 지하 1층        | 대합실                          | 고객 센터, 자동발매기, 개집표기 |
| 지하 2층 승강장 | ←                               | ■ 6호선 진안차오 방면 (칭녠루)  |
| 지하 2층 승강장 | 섬식 승강장, 왼쪽 출입문이 열림 |                                 |
| 지하 2층 승강장 | →                               | ■ 6호선 루청 방면 (황취)        |

## 출구
|                         |                                           |  |  |
| 출구                    | 출구 인근                                 |  |  |
| 出口 · B                | 차오양 북로(朝阳北路), 딩푸좡로(定福庄路) |  |  |
| 出口 · C                | 차오양 북로(朝阳北路), 딩푸좡로(定福庄路) |  |  |
| 出口 · D                | 차오양 북로(朝阳北路), 딩푸좡로(定福庄路) |  |  |
| 아이콘 설명: 엘리베이터 |                                           |  |  |

## 연결 교통
역 외부에 버스정류장이 하나 설치되어 있으나 2021년까지도 여전히 버스정류장만 있다.